# Salesforce

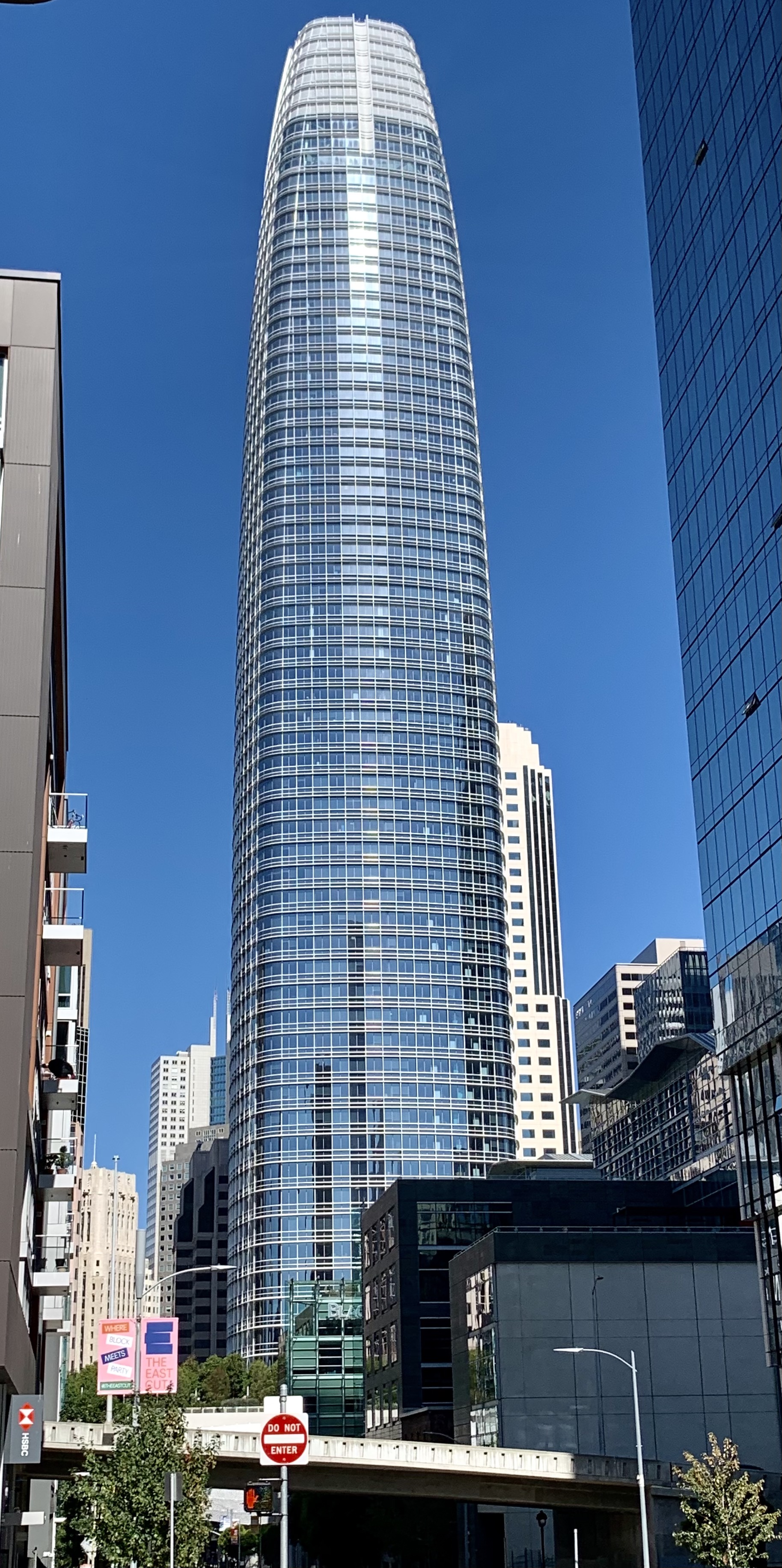
Salesforce Tower in San Francisco

Salesforce, Inc. is een internationaal bedrijf met hoofdkantoor in San Francisco dat bedrijfssoftware aanbiedt op het gebied van klantrelatiebeheer, in de vorm van software as a service op basis van cloudcomputing.

## Geschiedenis
Salesforce werd op 8 maart 1999 opgericht door Marc Benioff, samen met Parker Harris, Dave Moellenhoff en Frank Dominguez. Het begon als een Software as a Service (SaaS)-bedrijf. Het eerste product van Salesforce werd in november 1999 gelanceerd.
Na het uiteenspatten van de dotcom-zeepbel raakte het bedrijf tijdelijk in de problemen, een vijfde van het personeel werd ontslagen. De omzet van Salesforce bleef wel stijgen van US$ 5,4 miljoen in het gebroken boekjaar 2001 tot bijna US$ 100 miljoen in 2004.
Het bedrijf staat vanaf 23 juni 2004 genoteerd aan de New York Stock Exchange. De introductieprijs was US$ 11 per aandeel. Het aandeel maakt deel uit van de S&P 500 aandelenindex en in 2020 nam het de plaats in van ExxonMobil in de Dow Jones Industrial Average index.
In 2009 passeerde de jaaromzet de grens van US$ 1 miljard. In dat jaar werd Service Cloud op de markt gebracht, een applicatie die bedrijven helpt bij het beheren van servicegesprekken over hun producten en diensten. Nieuwe producten en diensten volgden, waaronder Trailhead, een gratis online leerplatform, in 2004, in 2014 volgde de ontwikkeling van een nieuw Customer Success Platform, en in 2016 kondigde Salesforce de lancering aan van Einstein, een platform voor kunstmatige intelligentie ter ondersteuning van de clouddiensten van Salesforce.
Eind 2020 werd de overname van Slack aangekondigd, de overnamesom was US$  27,7 miljard. De chatdiensten van Slack, met meer dan 12 miljoen dagelijkse gebruikers, worden gecombineerd met de Salesforce software ter ondersteuning van de verkoop, marketing en andere zakelijke diensten. Deze overname werd in juli 2021 afgerond.
In april 2022 werd de naam "Salesforce.com, Inc." gewijzigd in "Salesforce, Inc."
Eind november 2022 werd het vertrek aangekondigd van co-CEO en vicevoorzitter Bret Taylor. Benioff blijft aan als voorzitter van de raad van bestuur. Binnen een week kondigden voormalig Tableau-CEO Mark Nelson en voormalig Slack-CEO Stewart Butterfield ook hun vertrek aan.

## Resultaten
Sinds 2005 heeft het bedrijf een sterke groei laten zien. Het jaar 2025 heeft betrekking op de periode van 1 februari 2024 tot en met 31 januari 2025.
| Boek- jaar | Omzet          | Netto- resultaat | Medewerkers |
| Boek- jaar | (×US$ miljoen) | (×US$ miljoen)   | Medewerkers |
| ---------- | -------------- | ---------------- | ----------- |
| 2004       | 96             | 4                |             |
| 2005       | 176            | 7                |             |
| 2006       | 310            | 28               |             |
| 2007       | 497            | 0                |             |
| 2008       | 749            | 18               |             |
| 2009       | 1077           | 43               |             |
| 2010       | 1306           | 81               |             |
| 2011       | 1657           | 64               |             |
| 2012       | 2267           | −12              |             |
| 2013       | 3050           | −270             | 9800        |
| 2014       | 4071           | −232             | 13.300      |
| 2015       | 5374           | −263             | 16.000      |
| 2016       | 6667           | −47              | 19.000      |
| 2017       | 8392           | 180              | 25.000      |
| 2018       | 10.480         | 127              | 29.000      |
| 2019       | 13.282         | 1110             | 36.000      |
| 2020       | 17.098         | 126              | 49.000      |
| 2021       | 21.252         | 4072             | 56.606      |
| 2022       | 26.492         | 1444             | 73.541      |
| 2023       | 31.352         | 208              | 79.390      |
| 2024       | 34.857         | 4136             | 72.682      |
| 2025       | 37.895         | 6197             | 76.453      |